# Larissa Araújo
Larissa Fais Munhoz Araújo (Curitiba, 1 de julho de 1992) também conhecida como Larrisa Araújo, é uma handebolista brasileira que joga na posição de ala esquerda no HC Dunarea Braila e na Seleção Brasileira.

## Carreira[2]
Larissa Araújo iniciou sua trajetória esportiva na ginástica artística, mas fez posteriormente a transição para o handebol e o futsal. A decisão de se dedicar ao handebol foi influenciada por orientações de seus professores, e aos 12 anos, ela já fazia parte das seleções de base do estado do Paraná.
Mais tarde, Larissa optou por mudar-se para Cianorte, onde encontrou um ambiente mais propício para seu desenvolvimento esportivo, contando com a presença de amigas atletas e uma forte tradição no handebol de base na região. Durante sua estadia em Cianorte, conquistou o título de campeã brasileira, venceu nos Jogos Escolares e alcançou o ápice como campeã universitária. Também foi notável a conquista da medalha de bronze nos Jogos Olímpicos da Juventude.
Seu momento mais marcante até então ocorreu no Campeonato Mundial Universitário em Portugal, onde desempenhou um papel fundamental na vitória do Brasil sobre a Rússia, com um placar de 29 a 23.
Em 2015, Larissa teve suas primeiras experiências na seleção adulta, fazendo parte do elenco vitorioso no Campeonato Pan-Americano de handebol em Cuba. Essas atuações chamaram a atenção do técnico Morten Soubak, que a convocou para o Campeonato Mundial na Dinamarca.
Apesar da forte concorrência devido à posição de campeão mundial do time na época, Larissa assegurou um lugar no elenco. A equipe chegou até as oitavas de final, sendo eliminada pela Romênia. No entanto, Larissa não foi convocada para os Jogos Olímpicos do Rio de Janeiro no ano seguinte.
Em 2016, ela deu um importante passo em sua carreira ao assinar seu primeiro contrato com um clube na Europa, o Érd na Hungria, competindo em uma das ligas mais desafiadoras do mundo. Sua mudança para a Romênia em 2017, onde atuou pelo CS Măgura Cisnădie e brevemente pelo CSU Cluj Napoca, contribuiu para seu crescimento contínuo como atleta.
Larissa celebrou sua primeira grande conquista com a seleção brasileira em 2019 ao se tornar hexacampeã dos Jogos Pan-Americanos de Lima, no Peru. Seus desempenhos chamaram a atenção do Minaur Baia Mare, um dos principais clubes romenos, consolidando ainda mais sua carreira no cenário internacional do handebol.
Na temporada 2020/21, atuando pelo Baia Mara, Larissa conquistou a medalha de bronze na Liga Europeia, um dos principais torneios continentais de clubes após a Champions League. Ela também foi parte da seleção brasileira de handebol feminino que obteve bons resultados em amistosos na Croácia e preparatórios para os Jogos Olímpicos de Tóquio 2020, onde Larissa foi convocada para representar o Brasil, um marco em sua carreira. Além disso, seu namorado, José Guilherme Toledo, foi convocado para a seleção masculina de handebol, consolidando um momento significativo para ambos no esporte.

## Conquistas
- Liga Nacional:
  - Medalhista de Bronze em 2018
- Nemzeti Bajnoksag I:
  - Medalhista de Bronze em 2017